# Jewgienij Karcyganow
Jewgienij Aleksandrowicz Karcyganow (ros. Евгений Αлександрович Карцыганов) (ur. 1932 w Kerczu) – ukraiński artysta.

## Życiorys
W 1959 roku ukończył Symferopolską Szkołę Sztuk Pięknych im. N.S. Samokisza. W roku 1962 został członkiem Związku Artystów ZSRR. Mistrz malarstwa akwarelowego. Wiele jego prac znajduje się w muzeach i galeriach malarstwa Rosji i innych krajów oraz w prywatnych kolekcjach na całym świecie. W tematyce jego prac częstym motywem są widoki czarnomorskich portów krymskich i portów Morza Azowskiego.
Począwszy od 1960 roku uczestnik wielu międzynarodowych wystaw współczesnego malarstwa rosyjskiego i ukraińskiego, między innymi:
- 1964 – wystawa "Krymscy malarze", Kijów
- 1967 – wystawa "Po Wołdze i Morzu Kaspijskim", Baku
- 1969 – ogólnokrajowa wystawa akwareli, Kijów, Moskwa
- 1970 – wystawa "Rosyjska akwarela w Czechosłowacji", Praga
- 1972 – ogólnokrajowa wystawa akwareli, Kijów, Moskwa
- 1972 – wystawa "Kolorowa Ukraina", Kijów, Moskwa
- 1973 – wystawa rosyjskich malarzy, Kuba
- 1973 – wystawa "Nasza ojczyzna", Moskwa
- 1973 – wystawa rosyjskich malarzy, Meksyk
- 1974 – wystawa "Rosyjska akwarela", Węgry
- 1975 – V ogólnokrajowa wystawa akwareli, Moskwa
- 1975 – wystawa "Rosyjska akwarela", Bułgaria
- 1977 – wystawa rosyjskich malarzy, Austria
- 1978 – VI ogólnokrajowa wystawa akwareli, Moskwa
- 1979 – wystawa rosyjskich malarzy, Australia
- 1980 – wystawa "Rosyjska akwarela", Finlandia
- 1981 – wystawa rosyjskich malarzy, Kuba
- 1982 – wystawa rosyjskich malarzy, Sri Lanka
- 1982 – wystawa rosyjskich malarzy, Sri Lanka
- 1990 – VII ogólnokrajowa wystawa akwareli, Moskwa
- 1990 – wystawa rosyjskiej akwareli, Hiszpania

Organizator autorskich wystaw swojej twórczości między innymi:
- 1970 – Kercz
- 1973 – Moskwa